# Hans Habig
Hans Habig (ur. 30 stycznia 1941) – luksemburski lekkoatleta, dyskobol.
Czterokrotny mistrz kraju (1968–1971).

## Rekordy życiowe
- Rzut dyskiem – 53,32 (1970) rekord Luksemburga[3]